# Olbia Calcio 1905
Olbia Calcio 1905 (wł. Olbia Calcio 1905 S.r.l.) – włoski klub piłkarski, mający siedzibę w mieście Olbia, na Sardynii, grający od sezonu 2024/25 w rozgrywkach Serie D.

## Historia
Chronologia nazw:
- 1905: Società Ginnastica Olbia
- 1938: G.I.L. Terranova
- 1939: G.I.L. Olbia
- 1946: Unione Sportiva Olbia
- 1983: Olbia Calcio S.r.l.
- 2010: klub rozwiązano
- 2010: Associazione Sportiva Dilettantistica Olbia 1905
- 2016: Olbia Calcio 1905 Società Sportiva Dilettantistica S.r.l.
- 2016: Olbia Calcio 1905 S.r.l.

Klub sportowy SG Olbia został założony w miejscowości Olbia w 1905 roku. Początkowo zespół rozgrywał mecze towarzyskie. Dopiero w sezonie 1930/31 debiutował w rozgrywkach Campionato Sardo, organizowanych przez ULIC. Ale po roku zespół zrezygnował z mistrzostw. W sezonie 1933/34 dołączył do FIGC i startował w Terza Divisione Sardegna (D5), ale znów wycofał się z dalszych rozgrywek. W 1938 roku klub przyjął nazwę G.I.L. Terranova i startował w rozgrywkach Prima Divisione Sardegna (D4), awansując w 1939 do Serie C. W październiku 1939 klub zmienił nazwę na G.I.L. Olbia, a po zakończeniu sezonu 1939/40 spadł z powrotem do Prima Divisione Sardegna. W 1943 roku na terenie Włoch rozpoczęto działania wojenne II wojny światowej, wskutek czego mistrzostwa 1943/44 zostały odwołane.
Po zakończeniu II wojny światowej, klub wznowił działalność w 1946 roku i z nazwą US Olbia został zakwalifikowany do Prima Divisione Sardegna. W 1947 awansował do Serie C. W 1948 roku w wyniku reorganizacji systemu lig, zespół został zdegradowany do Prima Divisione Sardegna (D5), a w 1949 spadł do Seconda Divisione Sardegna. Następnie zespół na dwa lata zrezygnował ze startu w mistrzostwach. W 1951 klub wznowił działalność i startował w Prima Divisione Sardegna. W 1952 roku, w wyniku reorganizacji systemu lig, awansował do Promozione Sardegna. W 1953 zdobył promocję do IV Serie, ale po roku wrócił do Promozione Sardegna. W 1957 awansował do Campionato Interregionale – Seconda Categoria. W 1959 liga zmieniła nazwę na Serie D. W 1963 zespół spadł na rok do Prima Categoria Sardegna. W 1968 klub otrzymał promocję do Serie C. W 1974 spadł do Serie D, ale po roku wrócił do trzeciej ligi. Przed rozpoczęciem sezonu 1978/79 Serie C została podzielona na dwie dywizje: Serie C1 i Serie C2, wskutek czego klub został przydzielony do Serie C2. W 1979 spadł do Serie D, która w 1981 zmieniła nazwę na Campionato Interregionale. W 1983 klub wrócił do Serie C2, po czym zmienił nazwę na Olbia Calcio S.r.l. W 1998 spadł do Campionato Nazionale Dilettanti, które w 1999 zmieniło nazwę na Serie D. W 2002 roku klub ponownie otrzymał promocję do Serie C2. W 2008 liga zmieniła nazwę na Lega Pro Seconda Divisione. Latem 2010 klub został zdyskwalifikowany z lig zawodowych za nieprawidłowości finansowe. 
Latem 2010 powstał nowy klub o nazwie ASD Olbia 1905, który rozpoczął występy od regionalnych mistrzostw Eccellenza Sardegna (D6). W 2013 awansował do Serie D. Przed rozpoczęciem sezonu 2014/15 wprowadzono reformę systemy lig, wskutek czego Serie D awansowała na czwarty poziom. W sezonie 2015/16 zajął 5. miejsce w grupie G Serie D i po wygranych barażach został promowany do Lega Pro. Podczas trwania mistrzostw klub zmienił nazwę na Olbia Calcio 1905 SSD, a latem 2016 przyjął nazwę Olbia Calcio 1905. W 2017 roku liga zmieniła nazwę na Serie C.

## Barwy klubowe, strój
|  |

Klub ma barwy białe. Zawodnicy domowe spotkania zazwyczaj grają w białych koszulkach, białych spodenkach oraz białych getrach.

## Sukcesy

### Trofea międzynarodowe
Nie uczestniczył w rozgrywkach europejskich (stan na 31-05-2020).

### Trofea krajowe
| \| \| Zdobyte trofea w rozgrywkach Włoch (stan na: 31-08-2020) \| |                                                          |      |          |
| Rozgrywki                                                         | Osiągnięcie                                              | Razy | Sezon(y) |
| · Mistrzostwo                                                     | I miejsce                                                | 0    |          |
| · Mistrzostwo                                                     | II miejsce                                               | 0    |          |
| · Mistrzostwo                                                     | III miejsce                                              | 0    |          |
| · Puchar                                                          | zdobywca                                                 | 0    |          |
| · Puchar                                                          | finalista                                                | 0    |          |
| · Puchar                                                          | 1/128 finału                                             | 1    | 1939/40  |
| II liga                                                           | I miejsce                                                | 0    |          |
| II liga                                                           | II miejsce                                               | 0    |          |
| II liga                                                           | III miejsce                                              | 0    |          |
| Włochy                                                            | Zdobyte trofea w rozgrywkach Włoch (stan na: 31-08-2020) |      |          |

- Serie C (D3):
  - 6. miejsce (1x): 1947/48 (O)

## Struktura klubu

### Stadion
Klub piłkarski rozgrywa swoje mecze domowe na Stadio Bruno Nespoli, w mieście Olbia o pojemności 3209 widzów.

### Derby
- Arzachena Academy Costa Smeralda
- Carbonia Calcio
- US Tempio 1946
- ASD Torres